# Anapsicomus lampyroides
Anapsicomus lampyroides là một loài bọ cánh cứng trong họ Cerambycidae.